# Desintegrina

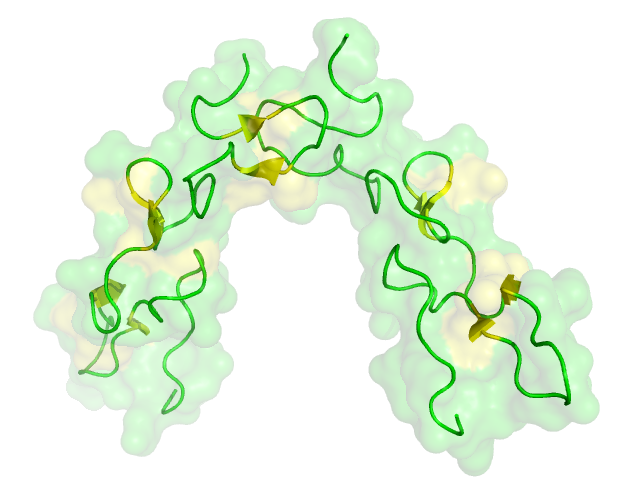
Heterodímero de desintegrina

Disintegrinas ou desintegrinas são peptídeos isolados do veneno de várias espécies de cobras da família das víboras (Viperidae).
O termo desintegrina foi primeiramente proposto por R. J. Gould et al. em 1989.